# Radio Prague International
Radio Prague International est la station de radio publique internationale tchèque appartenant à la Radio publique tchèque, Český rozhlas.
Créée en 1936, elle diffuse en sept langues : le tchèque, le français, l'anglais, l'espagnol, l'allemand, le russe et l'ukrainien. Elle diffuse par le biais du satellite et d'Internet.

## Histoire

### Origines
Dans les années 1920 nait Radiojournal (Radiožurnál), une station de radio privée dont le capital est détenu majoritairement par la société Radioslava. En 1925, l'État devient majoritaire dans le capital de Radiojournal. La création la même année d'une station concurrente disposant d'un émetteur puissant, pousse Radiojournal à émettre vers l'étranger. L'année suivante, des programmes et des conférences en anglais, en français puis en allemand sont diffusés le jeudi soir. Au même moment, un programme destiné aux tchécoslovaques expatriés commence d'être diffusé le mercredi soir. Durant les années 1930, les stations internationales connaissent un véritable essor, notamment dans les pays fascistes. Le ministère tchécoslovaque des affaires étrangères décide alors de mettre en place des émissions en ondes courtes destinées à l'étranger.

### Débuts: 1936-1939
Deux émetteurs, un Marconi et un SWB 9/30 de 34 kW, sont installés entre 1935 et 1936 dans la station de Poděbrady. Les essais débutent le 24 juillet 1936, puis les émissions régulières commencent le 31 août de la même année. La station s'annonce alors par cet indicatif : « station tchécoslovaque ondes courtes, Prague ». Ce service vise alors les citoyens des pays étrangers comme les tchécoslovaques expatriés. Dans les premiers mois, la radio diffuse six heures par jour. À partir du 13 septembre 1936, une réorganisation partage les programmes entre les émissions quotidiennes destinées à l'Europe (de 20h25 à 22h30) et celles réservées à l'Amérique du nord (de 3 à 5 h du matin les mardis et vendredis). Ce même jour, des bulletins d'information commencent d'être diffusés. De plus, des programmes de Radiojournal sont diffusés par ce même service. Des programmes émis vers le Proche et le Moyen-Orient font leur apparition. En mai 1937, l'émetteur ondes courtes de Poděbrady passe d'un fonctionnement expérimental à un fonctionnement régulier. En 1937 les émissions vers l'Amérique se font en anglais, espagnol, ruthin, slovaque et tchèque, tandis que celles destinées à l'Europe ont lieu en anglais, allemand, français, tchèque et slovaque, et occasionnellement en russe, italien, néerlandais et roumain. Les journaux parlés ne représentent alors que 15 % du volume, les conférences 5 %, ainsi que les émissions littéraires et les revues de presse 5 %, tandis que la musique constitue le reste. 1938 voit le renforcement du contrôle de l'État sur le service extérieur de Radiojournal. L'acquisition des Sudètes par l'Allemagne entraîne une augmentation de la quantité de programmes diffusée, jusqu'à dix-neuf heures par jour en 1938, dont trois heures d'information et quatorze heures de musique. De nouvelles langues sont diffusées régulièrement : l'italien, le portugais, le roumain et le serbo-croate, en plus du tchèque, du slovaque, anglais, allemand, français, rutine et espagnol. Pour plus d'efficacité, les émissions en ondes courtes fusionnent avec la station Prague II. À la suite de la perte des émetteurs situés dans les régions limitrophes et à l'indépendance de la Slovaquie, Radiojournal devient Radio Tchécoslovaquie.

### Occupation: 1939-1945
Le 15 mars 1939, les Allemands envahissent la Tchécoslovaquie. Le pays est depecé : la plus grande partie du territoire est incorporé au Troisième Reich, une entité slovaque clérico-fascisante reste indépendante (mais soumise au Troisième Reich) sous la direction de Jozef Tiso, et une autre partie est incorporée à la Hongrie. Renommée Rundfunk Böhmen und Mähren [Radio Bohême et Moravie], la radio nationale est intégrée à celle du IIIe Reich et ne diffuse plus que deux heures par jour en direction de l'Amérique du Nord. Les collaborateurs non aryens sont licenciés et une censure nazie rigoureuse est apopliquée. Une radio slovaque est créée par ailleurs dans l'état slovaque de Tiso.

### Après-guerre: 1945–1948
À la fin de la guerre, la station reprend une activité normale. Elle est annoncée par plusieurs identifications : Station Prague, Ici Prague - Tchécoslovaquie, Vous écoutez Prague. Elle diffuse en anglais, tchèque, allemand, français, et italien. Aux élections libres de 1946, le parti communiste réunit 38 % des voix et arrive en tête. Le président Edvard Beneš charge le communiste Klement Gottwald de constituer un gouvernement. Ce gouvernement comprend un ministère de l'information, confié à Václav Kopecký qui prend dès lors le contrôle de la radio d'Etat, et en fait un outil de propagande. Cette radio connaît un certain développement, puisqu'au début de 1947, elle parle en dix-huit langues : bulgare, français, serbo-croate, sobème, sorabe, allemand, polonais, russe, roumain, suédois, norvégien, danois, espagnol, italien, anglais, esperanto, tchèque et slovaque. Elle diffuse alors six à sept heures par jour, puis sept à neuf heures l'année suivante. Une rédaction centrale est créée, qui prépare des commentaires en tchèque qui sont ensuite traduits pour être diffusés. La moitié de ces émissions sont destinées aux pays du bloc soviétique. 90 % des programmes sont des émissions parlées, la musique n'occupant plus qu'une place réduite. Pour ce qui est du contenu, il est favorable au communisme : la radio est qualifiée dans le pays de « voix de Moscou ».

### Sous contrôle communiste: 1948–1965
La radio nationale passe entre les mains des communistes lors de la crise politique de février 1948. En avril, elle est nationalisée et durant l'été, le service extérieur fusionne avec la rédaction des actualités politiques pour conférer une ligne politique unique au sein des émissions nationales ou internationales. La station a alors deux objectifs : répandre le socialisme dans les pays capitalistes et renforcer les liens avec les autres pays du bloc soviétique. À l'époque, peu de personnes écoutent encore des radios étrangères telles que la BBC ou Radio Free Europe : brouillées, leurs propos sont difficilement compréhensibles; et il faut aussi disposer d'un récepteur radio individuel. Mais l'équipement des ménages en poste récepteur va croître de façon significative durant les années 1950, favorisant une écoute croissante de ce type de médias.
En 1952, une réforme inspirée de l'Union soviétique donne son autonomie au service extérieur. Une rédaction centrale écrit les textes en tchèque tandis que celles en langues étrangères et celle de la Coopération Internationale écrivent ceux destinés à l'étranger. Bientôt l'arabe et le portugais apparaissent. En 1949, le service extérieur diffuse dix heures par jour. Dans les années 1950 et 1960, des émissions clandestines en français (Ce soir en France) et en italien (Oggi in Italia) sont diffusées. Enfin, le matériel est modernisé ; en 1949 un émetteur ondes courtes est construit à Velké Kostolany (opérationnel en 1956), et un centre d'émission est ouvert à Litomyšl en 1955.
À partir de 1960, la radio tchécoslovaque est sous la tutelle directe du comité central du parti communiste. Cette expansion est aussi marquée par l'allongement de la durée des émissions et par l'arrivée de nouvelles rubriques. Enfin, en 1965, la station est organisée en trois ensembles : les émissions vers les pays capitalistes, celles vers les pays socialistes, et la rédaction centrale. Cette dernière produit les programmes en tchèque comme les bulletins d'information ou les commentaires, qui sont ensuite traduits dans les autres langues.

### Période d'ouverture: 1965-1968
La seconde moitié des années 1960 est marquée par une plus grande souplesse de la part de la censure, qui est abolie en 1968. La radio se permet par exemple de condamner en avril 1968 des déclarations du leader communiste est-allemand Kurt Hager. Le 21 août 1968, durant l'invasion soviétique consécutive au Printemps de Prague et l'arrivée des troupes soviétiques (et d'autres puissances du bloc de l'Est) à Prague, la station continue d'émettre clandestinement et de tenir informés les citoyens tchécoslovaques. Trois points sont considérés comme névralgiques par les dirigeants soviétiques :  le siège du Comité central du Parti communiste, le siège de la présidence de la République populaire, et le siège de la radio. Une foule pragoise se masse devant l'immeuble abritant ce média. L'immeuble est finalement envahi par les troupes communistes étrangères, mais les équipes de Radio Prague réussissent à continuer à émettre à partir de lieux annexes et appellent les radios amateurs à brouiller les émissions soviétiques,. Radio Prague se rebaptise pendant quelques jours Radio Prague libre.
Le dirigeant tchécoslovaque Alexander Dubček avait été emmené de force à Moscou. Dès son retour à Prague, il prononce, le 28 août 1968, un discours émouvant, et écouté avec attention par la population, à Radio Prague, dans lequel il annonce la mise en veille de son plan de réformes tout en exhortant la population à rester calme, et annonce le départ progressif des troupes étrangères. C'est le début de la période de « normalisation » de la Tchécoslovaquie, qui revient dans le droit chemin idéologique de la ligne du Kremlin, et sous son contrôle,. Le 9 septembre, date du retrait des troupes soviétiques, les émissions régulières reprennent.

### Normalisation: 1968-1989
Avec la période dite de normalisation qui sonne le retour à un communisme strict, la station ne dispose d'aucune marge de manœuvre. En 1969, la radio est désormais critique sur l'équipe au pouvoir en 1968, qui a rendu possible le Printemps de Prague, notamment Alexander Dubček. À partir des années 1970, le nom le plus utilisé pour désigner la station est Radio Praha (Radio Prague). Entre 1968 et 1970, la station connaît d'importants changements. Les employés qui se sont compromis lors du printemps de Prague sont progressivement écartés : sur 350 employés, 150 partent. De plus, la centralisation de la gestion est renforcée.
En 1972, l'Interprogramme est créé. Il s'agit d'un programme destiné à l'Europe occidentale composé de cinq heures de musique coupée tous les quarts d'heure par des programmes d'information en tchèque, slovaque, anglais, français, allemand, puis plus tard russe. Dans les années 1970, le volume diffusé augmente, passant de 29 heures par jour en 1970 à 37 en 1978. En 1981, une section polonaise est créée pour contrer le mouvement Solidarnosc.

### Après-guerre froide

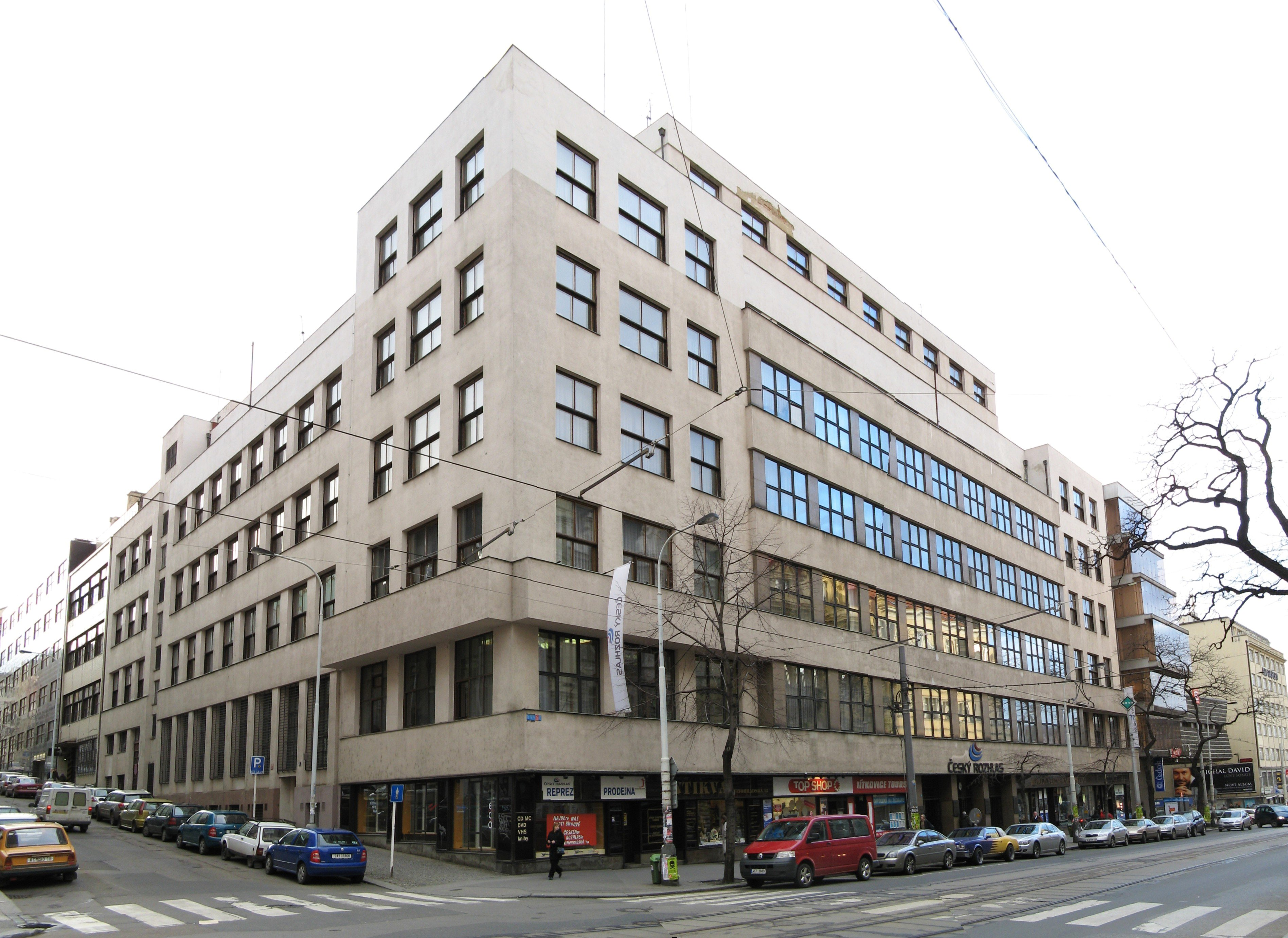
Le siège de Český rozhlas à Prague.

En 1989, le régime communiste tchèque tombe, comme dans le reste de l'Europe centrale. Les journalistes sont alors libres de s'exprimer. Mais du 1er avril au 7 mai 1990, la station cesse d'émettre car le statut de ses émissions est indéfini et que ses moyens financiers, techniques et humains sont diminués. Plusieurs langues sont abandonnées et les rédactions centrales affaiblies. Au printemps 1990, plusieurs émetteurs sont arrêtés et leur puissance diminuée.
En 1992, l'Interprogramme est arrêté tandis que les rédactions centrales disparaissent. À partir de cette date, Radio Prague ne couvre plus que l'actualité nationale. Une loi de la même année fait de la radio tchécoslovaque une institution publique dont le Conseil chargé de la surveillance est élu par le Parlement. En 1993, Radio Prague gagne son autonomie. En 2000, les émissions en russe sont lancées.

## Identité visuelle

### Logos

Logo de Radio Prague de 1996 à 2013.
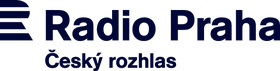
Logo actuel depuis le 1er mars 2013.
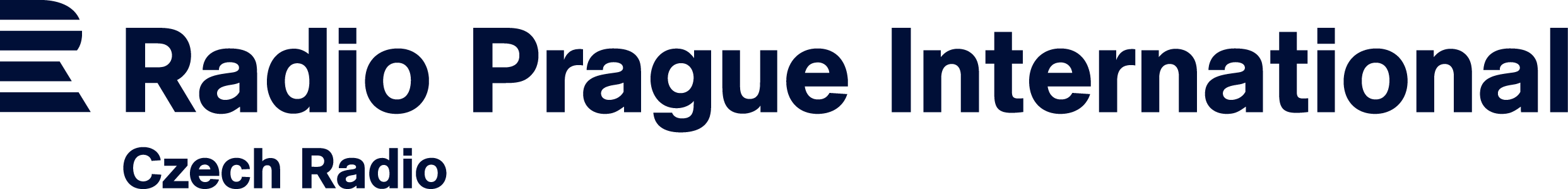
Logo depuis 2017

## Financement
La station est financée par une subvention de l'État attribuée par le biais du bureau du gouvernement de la république tchèque de 1993 à 1996, puis par le ministère des Affaires étrangères à partir de 1997. Le budget s'élevait à 90 millions de couronnes en 1993, 45 millions en 1997, et 62 millions en 2000 (soit 1,5 million de dollars américains).

## Diffusion
Radio Prague Int. diffuse à travers toute la planète. Depuis février 2011, la station ne diffuse plus en ondes courtes depuis son site émetteur de Litomyšl. La station de radio WRMI en Floride reprend néanmoins certains programmes via son émetteur de 50 kW, destinés au continent américain. En modulation de fréquence seul l'anglais est diffusé, pour Prague et la Bohême orientale. Radio Prague International est aussi diffusée en anglais, français, allemand et russe par World Radio Network. Elle est également accessible par Internet.
Le 15 juillet 2021, la Russie interdit l'accès à la version russophone du site dans le pays.

## Podcasts et réseaux sociaux

### En français
- Une demi-heure en Tchéquie
- Dialogue(s) Paris-Prague

### En anglais
- Insight. Central Europe : magazine consacré à l'Europe centrale, coproduit par Radio Prague, Radio Autriche International, Radio Slovaquie internationale, Radio Pologne, Radio Budapest et Radio Slovenia International.
- Czech Books : au sujet de la littérature tchèque.
- Letter from Prague : la vie quotidienne à Prague.

### En allemand
- Spaziergang durch Prag : magazine consacré aux lieux peu connus de Prague.
- Im spiegel der medien : au sujet des médias en République tchèque.

### En espagnol
- Del totalismo a la Democracia : sur la phase de transition menant de la période communiste à la démocratie dans le pays. Exemple : les privatisations (du 21 octobre 2006 au 11 novembre 2006).